# Четврта београдска гимназија
Четврта београдска гимназија једна је од београдских гимназија. Основана је 1960. године, а налази се у улици Теодора Драјзера 25, општини Савски венац.

## Историјат
Школа је основана у септембру 1960. године и организовала је образовање ученика према програму гимназијског образовања, све до промене закона 1979. године, када је уведено средње умерено образовање и васпитање. У тој трансформацији, гимназија је интегрисана са Трећом београдском гимназијом (тадашњом Трећом гимназијом „Владимир Илич Лењин”) и тако сачињавала ОВРО природно-математичке струке „Савски венац”.
Године 1980. Четврта београдска гимназија постала је ООУР математичко-техничке делатности „25. мај”. Према тадашњем програму образовања у СФРЈ, прве две године су биле заједничке основне, а даље је школа у трећем и четвртом разреду образовала ученике за занимање математичко-технички сарадник и програмер.
Након што се усмерено образовање поново трансформисало, променом закона 1987. године, школа је постала ООУР „Математичка школа 25. мај” у оквиру образовне радне организације природно-математичке струке „Савски венац”. Након тога, године 1989. дошло је до издвајања школе из радне организације и школа је наставила са радом као „Математичка школа 25. мај”.  Године 1990. закон је поново увео гимназије, а Четврта београдска гимназија се поново тако назвала и наставила са образовањем ученика према гимназијским програмима.

## Школа данас
Капацитет гимназије данас је 780 ученика, који се распоређују у 12 одељења природно-математичког смера и 12 одељења друштвено-језичког смера. У школи се као први страни језик учи енглески, а други француски, немачки и руски.
Одељења се формирају према другом страном језику. Школа располаже медијатеком, салом за фискултуру, специјализованим учионицама са пратећом опремом, спортским теренима за кошарку, фудбал и одбојку. У оквиру ваннаставних активности постоји драмска, новинарска, математичка, литерарна, психолошка, филозофска, рачунарско-информатичка и секција креативног писања.

## Познати наставници
- др Димитрије Најдановић, вероучитељ (1940-1941)